# Diametralna
Diametralna – umowna linia łącząca dziób i rufę jednostki pływającej, położona w płaszczyźnie symetrii jednostki. Diametralna nie posiada określonej wysokości w tej płaszczyźnie, za to jest prostopadła do horyzontu. Służy do wyznaczania kierunków względem kadłuba jednostki, np. kierunku wiatru lub położenia kątowego obiektów poza jednostką.